# 漠阳碘泡虫
漠阳碘泡虫（学名：Myxobolus moyangensis）为碘泡科碘泡虫属的动物。在中国，分布于广东、湖南等，营寄生生活，寄生在中华鰟鮍和鲢的肠。